# Османова, Асия Мансуровна
Асия Мансуровна Османова (в браке — Горячева; род. 10 ноября 1983) — российская биатлонистка, чемпионка и призёр чемпионатов России. Мастер спорта России.

## Биография
Воспитанница ДЮСШ посёлка Приобье (ХМАО), тренеры — Алтухов Сергей Александрович и Садовников Константин Иннокентьевич. Выступала за Ханты-Мансийск и команду Вооружённых сил.
На чемпионате России 2003 года завоевала серебряную медаль в командной гонке в составе сборной ХМАО. В 2004 году на этой же дистанции стала чемпионкой страны.
В середине 2000-х годов завершила спортивную карьеру. По состоянию на 2011 год работала тренером-преподавателем спортивного клуба в Приобье, входила в состав молодежного общественного совета Октябрьского района.
Принимает участие в ведомственных и ветеранских соревнованиях по лыжным гонкам и пулевой стрельбе.

## Личная жизнь
После окончания спортивной карьеры вышла замуж, фамилия в браке — Горячева. В семье двое детей.